# 龙邦镇
龙邦镇，是中华人民共和国广西壮族自治区百色市靖西市下辖的一个乡镇级行政单位。

## 行政区划
龙邦镇下辖以下地区：
其龙村、上敏村、吕那村、吕平村、上坝村、龙邦村、护龙村、界邦村、大莫村、那坡村、念龙村和品明村。